# Wang Xueqi
Wang Xueqi (en chinois : 王 学 圻), né le 19 mars 1946  à Pékin, est un acteur chinois dont la carrière a duré plus de vingt-cinq ans.

## Biographie
Wang Xueqi a souvent été repris dans la distribution des premiers films du collectif Fifth Generation, comme Terre jaune (1984) de Chen Kaige (1984) et La Grande Parade (1986), Samsara de Huang Jianxin (en) et Opération jaguar de Zhang Yimou (1989). Depuis, il a su se tailler une niche dans le marché chinois comme acteur de caractère.

## Filmographie
- 1984 : Terre jaune (Huang tu di) : Gu Quing
- 1985 : Ying tu : Guan Shanfu
- 1986 : La Grande Parade (Da yue bing') : Li Weicheng
- 1987 : Yuanli zhanzhengde niandai : Gu Xiaozhou
- 1988 : Lun hui : Police Officer
- 1989 : Opération jaguar (Dai hao mei zhou bao) : Huang Jinru
- 1993 : Feng huang qin : Sun Shihai
- 1994 : Yang guang can lan de ri zi : Father
- 1994 : Dai gu lu de yao lan : Qiangzi
- 1995 : Lanling wang
- 1996 : Ri guang xia gu : Hei Niu (Black Bull)
- 1998 : Taiyangniao : Yuan Wen
- 1999 : Gong he guo zhi qi
- 2000 : Xiang ban yong yuan : Fuchun Li
- 2000 : Kuihua jie : Stationmaster
- 2000 : Hong xi fu
- 2003 : Les Guerriers de l'empire céleste (Tian di ying xiong) : Master An
- 2008 : Mei Lanfang : Shi Sanyan
- 2009 : Mai tian : Ju-cong Da Ren
- 2009 : The Founding of a Republic (Jian guo da ye) : Li Zongren
- 2009 : Bodyguards and Assassins (Shi yue wei cheng) : Li Yue-Tang
- 2010 : Chongqing Blues (Rizhao Chongqing) : Lin Quanhai
- 2010 : Le Règne des assassins (Jian yu) : Cao Feng, The Wheel King
- 2010 : Sacrifice (Zhao shi gu er) : Tu Angu
- 2011 : A Disappearing Village
- 2011 : Jian dang wei ye : Cai Yuanpei
- 2012 : Caught in the Web (Sou suo) : Shen Liushu
- 2013 : Iron Man 3: The Prologue : Dr. Wu (court-métrage)
- 2013 : Iron Man Three : Doctor Wu
- 2013 : Tian tai ai qing : Ray
- 2015 : Chek dou : Song An
- 2015 : Dao shi xia shan : Rusong
- 2016 : Gentle Bullet
- 2017 : The Game Changer : Mr. To
- 2019 : Skyfire de Simon West : Wentao Li